# اوتگن باتیر
اوتگن باتیر (به قزاقی: Otegen Batyr) یک منطقهٔ مسکونی در قزاقستان است که در شهرستان ایله، قزاقستان واقع شده‌است. اوتگن باتیر ۲۰٬۱۶۳ نفر جمعیت دارد.